# Beto Company
Albert Company Vengut (Valencia, España, 14 de enero de 1979), más conocido como Beto Company, es un exfutbolista entrenador de fútbol español. Actualmente está sin equipo tras abandonar la disciplina del F. C. Andorra.

## Trayectoria

### Como jugador
Nació en Valencia y se formó en las categorías inferiores de la EF Valls y posteriormente jugó en el Joventut Bisbalenca CF, CEF Sant Pere i Sant Pau, CF Oleastrum y UE Valls en el que sería capitán del equipo.
El 26 de agosto de 2011, tras ascender con la UE Valls a Primera Catalana, fichó por el Club Deportivo Benicarló.
El 28 de diciembre de 2011, Beto regresa a la UE Valls, retirándose a los 33 años.

### Como entrenador
Comenzó su carrera como entrenador siendo ayudante de Juanjo Martorell en la EF Valls y en el Club Deportivo Benicarló. El 12 de diciembre de 2012, fue nombrado entrenador del club castellonense tras el despido de Martorell.
En 2014, Company dejó Benicarló para incorporarse al Gimnàstic de Tarragona, como ayudante de Manel Cazorla en su equipo juvenil. 
El 9 de noviembre de 2015, fue nombrado director del CF Amposta en Primera Catalana.
El 17 de julio de 2017, Company fichó por el CF Reus Deportiu "B" para ser ayudante de Lluís Albesa. El 1 de febrero de 2018, fue nombrado primer entrenador del CF Reus Deportiu "B", tras el ascenso de Albesa al frente del primer equipo. Tras renovar su contrato el 13 de junio de 2018, Company abandonó los Ganxets el 28 de mayo de 2019.
El 18 de junio de 2019, regresó al Nàstic para ser entrenador del Club de Futbol Pobla de Mafumet en la Tercera División de España, al que dirigiría hasta el 15 de diciembre de 2020.
El 8 de junio de 2022, firma como entrenador de la UE Rapitenca de la Tercera Federación, al que entreno hasta el 6 de diciembre del mismo año. 
El 25 de abril de 2023, firma como entrenador del CE Atlètic Lleida de la Tercera Federación.
El 12 de julio de 2024, Company se incorporó al FC Andorra como asistente de Ferran Costa.
El 20 de enero de 2025, fue nombrado entrenador del Futbol Club Andorra de la Primera Federación, tras la destitución de Ferran Costa. El de Valls cogió el equipo en décima posición del grupo 1 de Primera RFEF y tras lograr clasificarse para el 'play-off' de ascenso, posteriormente lograría el ascenso a la Segunda División de España. El 25 de junio de 2025, se hace oficial que no continuaría al frente del club andorrano.

## Clubes

### Como entrenador
| Club                             | País   | Año       |
| -------------------------------- | ------ | --------- |
| CD Benicarló                     | España | 2012-2014 |
| Nástic Tarragona Juvenil         | España | 2014-2017 |
| CF Amposta                       | España | 2015-2017 |
| CF Reus Deportiu "B" (Asistente) | España | 2017-2018 |
| CF Reus Deportiu "B"             | España | 2018-2019 |
| CF Pobla de Mafumet              | España | 2019-2020 |
| UE Rapitenca                     | España | 2022      |
| CE Atlètic Lleida                | España | 2023      |
| FC Andorra (Asistente)           | España | 2024-2025 |
| FC Andorra                       | España | 2025      |